# Бетті Парсонс
Бетті Парсонс (англ. Betty Parsons; 31 січня 1900, Нью-Йорк — 23 липня 1982, Саутолд  на Лонг-Айленді), американська художниця, скульпторка, галеристка, арт-дилерка і колекціонерка. Найбільшу популярність принесла їй робота по просуванню в середині XX століття в Америці течії абстрактного експресіонізму. Як багаторічна власниця приватної галереї в Нью-Йорку і практикуюча художниця, вона підтримувала колег, — ровесників і молодших сучасників, — організовуючи виставки та публікації в пресі, крок за кроком перетворюючи вчорашніх невлаштованих маргіналів у респектабельних законодавців художньої моди.

## Біографія

### Юність і перші кроки в мистецтві
Бетті Бірн Пірсон народилася в 1900 році, і була середньою з трьох сестер. Вона походила з дуже заможної сім'ї. Привілейоване дитинство Бетті проходило в Нью-Йорку, Ньюпорті, Палм-Біч (в останніх двох місцях родина володіла заміськими будинками) і в Парижі.
У десятирічному віці Бетті була зарахована в престижну школу для дівчаток міс Чапін в Нью-Йорку (Chapin School) і провела тут 5 років, з 1910 по 1915 рік. Хоча вчилася юна леді посередньо, зате познайомилася і здружилася тут з багатьма майбутніми компаньйонками і однодумицями.
У 1913 році Бетті відвідує в Нью-Йорку Міжнародну виставку сучасного мистецтва Armory Show; свіже дитяче враження від грандіозної виставки раз і назавжди повернуло її долю в напрямку мистецтва.
Навесні 1920 року Бетті Бірн Пірсон одружилася зі Скайлером Лівінгстоном Парсонсом, на 8 років старшим представником одного з найстаріших сімейств Нью-Йорка. Після трьох років шлюбу пара розійшлася. У той час вони жили в Парижі, і Бетті вирішує залишитися в Європі, щоб здобути художню освіту. Вона вступає до академії Гранд-Шомьєр і, зробивши вибір на користь скульптури, починає брати уроки у живого класика Еміля-Антуана Бурделя, а також у авангардистів українського походження Олександра Архипенка та Осипа Цадкіна.

### Професійна кар'єра
Бетті Парсонс була однією з провідних арт-дилерів Нью-Йорка. У вересні 1946 року вона відкрила галерею власного імені на п'ятому поверсі будинку № 15 на 57-й вулиці на Манхеттені, в престижному районі Нью-Йорка, на південь від Центрального парку. Виставковий простір галереї раніше належав арт-дилеру Мортімеру Брандту, у якого Бетті Парсонс працювала протягом двох років, коли він розширив спектр своїх (вельми консервативних раніше) інтересів, відкривши розділ сучасного живопису. Керувати цим розділом в 1944 році він і запросив Бетті Парсонс.
Виставка, що відкриває галерею (після переоформлення приміщення на ім'я нової власниці в 1946 році) була присвячена живопису індіанців північно-західного узбережжя США. Організатором її виступив художник і теоретик Барнетт Ньюман за участю скульптора Тоні Сміта.
Вивчаючи сучасне мистецтво в 40-х–50-х роках, Бетті Парсонс багато працює з абстрактними експресіоністами.
Ось далеко не повний список художників, які співпрацювали з галереєю Бетті Парсонс:
- Ханс Хофманн (1880—1966)
- Бредлі Уокер Томлін (1899—1953)
- Марк Ротко (1903—1970)
- Адольф Готліб (1903—1974)
- Кліффорд Стілл (1904—1980)
- Барнетт Ньюмен (1905—1970)
- Леон Полк Смит[en] (1906—1996)
- Лі Краснер (1908—1984)
- Джексон Поллок (1912—1956)
- Роберт Мазеруелл (1915—1991)
- Річард Пусет-Дарт (1916—1992)
- Теодорос Стамос (1922—1997)

До кінця 50-х, коли течія абстрактного експресіонізму перейшла в більш розмірене русло, Парсонс починає підтримувати зародки руху мінімалізму і поп-арту, зосередившись на більш молодому поколінні американських художників. В тому числі:
- Агнес Мартін (1912—2004)[6]
- Джозеф Корнелл (1903—1972)
- Форрест Бесс[en] (1911—1977)
- Ед Рейнхардт (1913—1967)
- Сол Стейнберг (1914—1999)
- Еллсуорт Келлі (1923—2015)
- Роберт Раушенберг (1925—2008)
- Джаспер Джонс (1930 —)
- Річард Таттл (1941 —)

### Гомосексуальність
Хоча Бетті Парсонс цілком відкрито говорила про свої любовні стосунки з жінками в 20-ті і 30-ті, в подальшому вона висловлювалася більш стримано. 
Професійно займаючись новими формами американського мистецтва після повернення з Європи, Парсонс, користуючись сформованим в 40-х–50-х роках сприятливим фоном міжнародного поширення абстрактного експресіонізму, всі сили віддає дилерству. Пізніше, рефлексуючи з приводу становища художника в світі, що змінився, в своїх текстах вона пропонує визначення художньої абстракції, як інакшості (difference).

### Суспільне визнання
На схилі років, в 1981 році багаторічна і надихаюча вірність мистецтву була винагороджена врученням Бетті Парсонс щорічної премії мера Нью-Йорка (Mayor's Awards of Honor for Arts and Culture)  з формулюванням «За видатний внесок у культурне життя міста Нью-Йорка». Вона прийняла нагороду з рук свого колеги, арт-дилера Лео Кастеллі, який перерахував півдюжини видатних і процвітаючих художників, виведених з безвісти зусиллями Бетті Парсонс.

## Живопис і скульптура Бетті Парсонс
У пізніх роботах Бетті Парсонс, у яких вона поєднує інтерес до архітектоніки скульптури з імпровізаційною і барвистою музикальністю живопису, прочитується м'яка мрійливість, спогади про безтурботний рай дитинства.
Створюючи численні асамбляжі (мабуть, ці невеликі речі Парсонс — найбільш оригінальний внесок художниці в історію американського постмодернізму), в якості матеріальної основи вона використовує своєрідні «дари моря»: викинуті на берег, стерті морськими хвилями уламки дощок. Глядач може трактувати їх на свій смак; або як послання невідомих богів, або як звуки благання про допомогу, що доносяться з потонулого судна. Недарма в цих зібраних з фрагментів акумуляціях часто виникає образ далекого вітрила.

### Зображення в мережі
- Вітрильне судно. Рокпорт, між 1943 і 1982. Папір, гуаш. 22.7 x 30.0 см; Смітсонівський музей американського мистецтва
- Карибське вітрило 1973 . Дерево, акрил 61,0 × 53,6 × 3.8 см.
- З пташиного польоту 1975. Дерево, акрил 43,2 × 33,0 × 2.5 см.
- Яскравий день, 1966 . Полотно, акрил 117.0 x 156.3 см; англ. Смітсонівський музей американського мистецтва
- Без назви, 1978 [Архівовано 23 липня 2015 у Wayback Machine.] . Розфарбована конструкція; дерево, 61,0 × 38,1 см.
- Totem materia-R, 1980 [Архівовано 23 липня 2015 у Wayback Machine.] . Фарбований ассамбляж (дерево, метал) 76,2 × 45,7 × 7.6 см.
- Без назви, 1980 [Архівовано 23 липня 2015 у Wayback Machine.] . Дерево, акрил 50,8 × 80,0 × 14.6 см.
- Експозиція живопису Бетті Парсонс фото 1 [Архівовано 4 березня 2015 у Wayback Machine.] і 2 [Архівовано 4 березня 2015 у Wayback Machine.] в Нью-Йоркській галереї Spanierman Modern. Березень 2010 року.